# Par temps de rage
Albums de La Canaille
Une goutte de miel dans un litre de plomb
(2009) La Nausée
(2011)
Par temps de rage est le deuxième album du groupe de rap français La Canaille, porté par Marc Nammour, sorti le 28 février 2011,,.
L’album accueille sur deux titres le rappeur américain Napoleon Maddox, et est bien accueilli par la presse spécialisée,.

## Titres de l'album
| No  | Titre                                                | Durée |
| --- | ---------------------------------------------------- | ----- |
| 1.  | J'ai faim (Featuring Napoleon Maddox)                | 2:58  |
| 2.  | Le soulèvement aura lieu                             | 3:49  |
| 3.  | Ma poésie ne se lave pas (Featuring Napoleon Maddox) | 3:02  |
| 4.  | Salle des fêtes                                      | 3:02  |
| 5.  | La Mise en je                                        | 3:09  |
| 6.  | Le Dragon                                            | 4:41  |
| 7.  | Trop facile                                          | 2:34  |
| 8.  | L'eau monte                                          | 3:46  |
| 9.  | Ma ligne de mire                                     | 3:50  |
| 10. | Rapper en paix                                       | 3:37  |
| 11. | Trois lettres                                        | 1:52  |
| 12. | La Colère                                            | 3:25  |